# Общественный транспорт Караганды
Общественный транспорт Караганды — система городского пассажирского транспорта города Караганда. Общественный транспорт Караганды был представлен автобусами, троллейбусами, трамваями и маршрутными такси.

## Внутригородской транспорт

##### Автобус
Карагандинский автобус — действующий вид общественного транспорта.

##### Маршрутное такси
Карагандинское маршрутное такси — действующий вид общественного транспорта.

##### Троллейбус
Карагандинский троллейбус — закрыт. Контактная сеть демонтирована; троллейбусы перераспределены между Актобе и Петропавловском.

##### Трамвай
Карагандинский трамвай — в сентябре 1997 года трамвайное движение было закрыто. Останки вагонов и рельсов были сданы на металл; территории обоих трамвайных парков представляют собой пустыри. После окончательного закрытия контактная сеть была украдена буквально за пару дней.

## Междугородный транспорт

##### Аэропорт
Аэропорт Сары́-Арка́ (ИАТА: KGF, ИКАО: UAKK) — международный аэропорт города Караганды, расположенный в 22 км юго-восточнее Караганды и в 200 км от Астаны; один из крупнейших аэропортов Казахстана.
- - Принимаемые типы воздушных судов: все.
  - Максимальный взлётный вес воздушного судна: без ограничений.
  - Классификационное число ВПП (PCN) 64/R/A/W/T.
  - В 2016 году обслужил 222 445 пассажиров[1].

##### Железнодорожный вокзал
Железнодорожный вокзал Караганды был построен в 1956 году. Общая площадь железнодорожного вокзала составляет 2 400 кв. метров.
Проект здания был разработан институтом «Ленгипротранс». Авторами проекта стали П. Ашастин и М. Бениолинсон. Фойе и залы ожидания украшены барельефами карагандинского скульптора Петра Антоненко.
В 2018 году началась реконструкция железнодорожного пассажирского терминала. Она предусматривает строительство нового двухэтажного здания для обслуживания пассажиров; площадь и пропускная способность комплекса при этом увеличатся почти вдвое. 26 марта 2019 года здание железнодорожного вокзала было временно закрыто для проведения реконструкции. Пассажиры в этот период обслуживаются в здании автовокзала и на перроне.

##### Автовокзал
Карагандинский автовокзал был построен в 1969 году рядом с железнодорожным вокзалом.
Автовокзал обслуживает пригородные, внутриобластные, межобластные и международные маршруты. Через станцию проходят 8 транзитных маршрутов, 8 — международных, 10 — межобластных, 33 — внутриобластных и 7 — пригородных. Ежедневно с Карагандинского автовокзала совершается 76 междугородних и 250 пригородных рейсов.